# Dolnja Košana
Dolnja Košana je naselje u slovenskoj Općini Pivki. Dolnja Košana se nalazi u pokrajini Notranjskoj i statističkoj regiji Notranjsko-kraškoj. 

## Stanovništvo
Prema popisu stanovništva iz 2002. godine naselje je imalo 384 stanovnika.